# Craspedonta
Craspedonta — род жуков из семейства листоедов. Род широко распространен в Юго-Восточной Азии.

## Внешний вид
Средние, широкие и несколько плоские, продолговатые, овальные, глянцевые, темные щитки . Чаще всего переднеспинка и внутренняя часть усиков красноватые или оранжевые, крылья крышки черные. Голова маленькая, переднеспинка и крылья округлые. Голова едва видна сверху. Усики довольно тонкие, значительно длиннее головы и переднеспинки. Края крышки имеют морщинистую поверхность.

## Жизнь
Как личинки, так и взрослые живут на растениях в основном рода Вербеновых ( Verbenaceae ) питаются с них.

## Распространенность
Род широко распространен в Юго-Восточной Азии.